# 디즈니 빌런

디즈니 빌런의 로고

디즈니 빌런 (Disney Villains)은 디즈니 작품이나 관광 명소 악역 (villain) 캐릭터, 악역 캐릭터를 모은 일종의 브랜드이다. 각종 기획 상품 전개가 이루어지고있다.

## 악당 목록
- 자파 (알라딘)
- 크루엘라 드 빌 (101마리 강아지)
- 우기 부기 (팀 버튼의 크리스마스 악몽)
- 후크 선장 (피터 팬)
- 미스터 스미 (피터 팬)
- 우르술라 (인어 공주)
- 플롯섬 그리고 젯섬 (인어 공주)
- 샨유 (뮬란)
- 매클리치 (코디와 생쥐 구조대)
- 스카 (라이온 킹)
- 클로드 푸로로 (노틀담의 꼽추)
- 토레메인 부인 그리고 루시퍼 (신데렐라)
- 메두사 (생쥐 구조대)
- 랫클리프 총독 (포카혼타스)
- 이즈마 그리고 크롱크 (쿠스코? 쿠스코!)
- 에드거 (아리스토캣)
- 래티건 교수 (위대한 명탐정 바실)
- 프린스 존 (로빈 후드)
- 재스퍼 그리고 호레스 (101마리 강아지)
- 센지, 반자이, 그리고 에드 (라이온 킹 3)
- 이아고 (알라딘)
- 클레이튼 (타잔)
- 마레피센트 (잠자는 숲속의 미녀)
- 디아블로 (잠자는 숲속의 미녀)
- 그림힐데 여왕 (백설 공주와 일곱 난쟁이)
- 마법의 거울 (백설 공주와 일곱 난쟁이)
- 가스튼 (미녀와 야수)
- 르푸 (미녀와 야수)
- 하데스 (헤라클레스)
- 페인 그리고 패닉 (헤라클레스)

## 같이 보기
- 디즈니 프린세스
- 디즈니 페어리즈